# Émile Legrand
Émile Legrand (Fontenay-el-Marmion, Calvados, 30 de desembre de 1841 - París, 14 de novembre de 1903) fou un neohel·lenista  francès. Obtingué rellevància en el neohel·lenisme francès per les seves publicacions sobre la llengua grega medieval i moderna.Fou titular de la càtedra de grec modern de l'Escola de les llengües orientals, després d'Emmanuel Miller i abans Jean Psichari. Està enterrat al cementiri del Montparnasse.

## Selecció d'obra pròpia
- Legrand, Émile. Recueil de poëmes historiques en grec vulgaire, 1877.
- Legrand, Émile. Ernest Leroux. Bibliographie Hellénique (2 vol.), 1885.
- Legrand, Émile. Documents inédits concernant Rhigas Vélestinlis et ses compagnons de martyre, tirés des archives de Vienne, 1892.
- Legrand, Émile. Garnier. Précis de prononciation grecque moderne (in-8), 1896.
- Legrand, Émile. Garnier. Chrestomanie grecque moderne (in-8), 1899.
- Legrand, Émile. Ernest Leroux. Bibliographie ionienne (2 vol.; gr. in-8), 1910.
- Legrand, Émile. Bibliographie hellénique (gr. in-8), 1917.